# Yoshinogawa
Yoshinogawa (Japans: 吉野川市, Yoshinogawa-shi) is een Japanse stad in de prefectuur Tokushima. In 2014 telde de stad 42.132 inwoners. 

## Geschiedenis
Op 1 oktober 2004 werd Yoshinogawa benoemd tot stad (shi). Dit gebeurde na het samenvoegen van de gemeenten Kamojima (鴨島町), Kawashima (川島町), Yamakawa (山川町) en het dorp Misato (美郷村).
Steden:
Anan · Awa · Komatsushima · Mima · Miyoshi · Naruto · Tokushima (hoofdstad) · Yoshinogawa

Districten:
Itano · Kaifu  · Katsura · Mima · Miyoshi · Myodo · Myozai · Naka
Gemeenten per district